# Parupeneus indicus
Parupeneus indicus är en fiskart som först beskrevs av Shaw, 1803.  Parupeneus indicus ingår i släktet Parupeneus och familjen mullefiskar. Inga underarter finns listade i Catalogue of Life.